# Ankarsrum
Ankarsrum är en tätort i Hallingebergs socken i Västerviks kommun i Kalmar län.
Ankarsrum ligger längs smalspårsjärnvägen Hultsfred-Västervik.

## Historia
Det finns skrivna belägg för Ankarsrum som daterar till omkring 1430 (då orten hette Jangolsrwme) samt från 1544 (Ångersrum).
Ankarsrum som ursprungligen var skattejord gjordes 1647 till frälse av Gabriel Gyllenankar, sedan han bytt till sig gården som sedan 1642 varit i handelsmannen Didrik Dichmans ägo. 1655 erhölls privilegium för att anlägga en masugn på platsen. Läget mellan Långsjön och Hällsjön gjorde det möjligt att utnyttja vattenkraft. År 1655 grundades Ankarsrums bruk som bland annat tillverkade gjutjärnsgods, spisar och badkar. Bruket blev en del av Electrolux 1968.

### Befolkningsutveckling
| Befolkningsutvecklingen i Ankarsrum 1900–2020 | Befolkningsutvecklingen i Ankarsrum 1900–2020 | Befolkningsutvecklingen i Ankarsrum 1900–2020 | Befolkningsutvecklingen i Ankarsrum 1900–2020 | Befolkningsutvecklingen i Ankarsrum 1900–2020 |
| --------------------------------------------- | --------------------------------------------- | --------------------------------------------- | --------------------------------------------- | --------------------------------------------- |
|                                               |                                               |                                               |                                               |                                               |
| År                                            |                                               |                                               | Folkmängd                                     | Areal (ha)                                    |
| 1900                                          | 1900                                          |                                               | 1 034                                         | †                                             |
| 1960                                          | 1960                                          |                                               | 1 904                                         |                                               |
| 1965                                          | 1965                                          |                                               | 1 912                                         |                                               |
| 1970                                          | 1970                                          |                                               | 1 957                                         |                                               |
| 1975                                          | 1975                                          |                                               | 1 810                                         |                                               |
| 1980                                          | 1980                                          |                                               | 1 785                                         |                                               |
| 1990                                          | 1990                                          |                                               | 1 755                                         | 167                                           |
| 1995                                          | 1995                                          |                                               | 1 561                                         | 167                                           |
| 2000                                          | 2000                                          |                                               | 1 461                                         | 167                                           |
| 2005                                          | 2005                                          |                                               | 1 337                                         | 167                                           |
| 2010                                          | 2010                                          |                                               | 1 254                                         | 166                                           |
| 2015                                          | 2015                                          |                                               | 1 234                                         | 169                                           |
| 2020                                          | 2020                                          |                                               | 1 278                                         | 167                                           |
| † Som köpingsliknande samhälle 1900.          |                                               |                                               |                                               |                                               |

## Samhället
I Bruksparken finns ett monument uppfört 1955 av konstnären Erik Reimhult inför Ankarsrums Bruks 300-årsjubileum. I parken finns det också en byst av Harald Wiberg tillverkad av Erik Reimhult.
Ett Folkets hus har funnits i samhället från år 1914.
Ankarsrums kyrka är uppförd av slaggsten från bruket.

## Kända personer från Ankarsrum
- Harald Wiberg
- Ronnie Polgar